# The Simpsons Movie
The Simpsons Movie és el títol original de la pel·lícula basada en la sèrie d'animació "Els Simpson". Es tracta d'un llargmetratge d'animació dirigit per David Silverman, i produït per Gracie Films i 20th Century Fox. L'estrena va tenir lloc l'any 2007, 6 anys després de la primera idea que van desenvolupar Matt Groening, James L. Brooks, Mike Scully, Al Jean i Richard Sakai, tots productors de la pel·lícula. Els guionistes que van intervenir en la redacció del guió havien participat en les primeres temporades de la sèrie.
La pel·lícula va ser dirigida per David Silverman i produïda per Gracie Films i 20th Century Fox, productors també de la sèrie de televisió. Es va estrenar els dies 26 i 27 de juliol de 2007 als Estats Units. En el llargmetratge apareixen els personatges habituals de la sèrie de televisió amb els doblatges originals. S'estima que el seu pressupost va ser de 75.000.000$ i la seva recaptació a nivell mundial de 526,745,137$.

## Argument
Tot comença quan el grup de Rock Green Day s'enfonsa al llac de Springfield per culpa de la contaminació. Durant el funeral del grup l'avi de la família, Abe Simpson, té una visió profètica i catastròfica del destí del poble en que alerta de la imminència d'uns esdeveniments horribles que deixaràn al poble atrapat per sempre. L'única persona que es pren seriosament les paraules de l'avi és la Marge. Mentrestant, la Lisa Simpson convencerà al poble de protegir el llac dels residus del poble.
El pare de la família, el Homer, adopta una nova mascota, un porc, que genera molts excrements dels quals el pare se n'ha de desfer. Per vagància, el pare aboca al llac els excrements i genera una onada de contaminació que afecta els animals i el medi ambient. Per això el govern dels Estats Units aïlla la ciutat de Springfield de la resta de l'estat, cobrint-la amb una enorme cúpula.
La família Simpson s'escaparà del poble enfurismat que assenyala a la família com a culpable. Els membres de la família s'enfrontaran per culpa de l'error d'en Homer i es dividiran. A partir d'aquí, el pare s'embarcarà en una odissea personal que el portarà a buscar el perdó de la seva esposa Marge, la reunió de la seva família i la salvació del seu poble.

### Crítica social
De la mateixa manera que en la sèrie d'animació, la pel·lícula de Els Simpson conté vàries crítiques socials. En aquest cas, els temes més criticats són la religió, el govern i el medi ambient. En el cas del medi ambient, la crítica va dirigida als danys i efectes que provoquen els humans sobre el medi, i queda plasmat en la pel·lícula amb el llac contaminat i la cúpula de vidre.
La relació dels humans amb la religió també és criticada. Es critiquen les pretensions religioses i la hipocresia dels humans. Una escena en que això queda reflectit mostra els feligresos de l'església i els clients del bar d'en Moe, intercanviant l'església pel bar, i viceversa, en veure arribar la cúpula.
El govern dels Estats Units queda malparat amb la irresponsabilitat del president i la malícia del president de l'Agència de Protecció Ambiental.

## Producció

### Preproducció

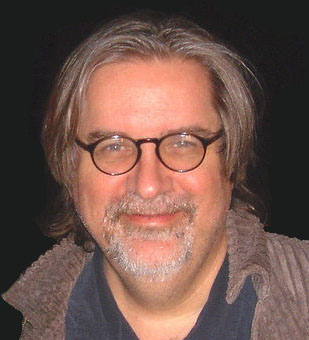
Matt Groening, creador de la sèrie i un dels guionistes de la pel·lícula.

El personal de producció de la sèrie havia considerat realitzar una adaptació cinematogràfica dels Simpson des dels començaments de la sèrie per poder augmentar la durada del programa i animar seqüències massa complexes, en opinió dels creadors de la pel·lícula, per a una sèrie de televisió.
Groening volia que la pel·lícula es fes després d'acabar la sèrie, «però […] va ser rebutjat pels bons índexs d'audiència». L'episodi de la quarta temporada Kamp Krusty originalment havia de ser una pel·lícula, però al final es va quedar en un episodi normal, ja que els guionistes van tenir certes dificultats per allargar la trama. Durant molt temps el projecte va estar sostingut. Hi havia dificultats en trobar una història que fos suficient per a una pel·lícula, i l'equip no tenia prou temps per completar aquest projecte, atès que ja treballaven a temps complet per a la sèrie. Groening també va expressar el seu desig de fer Simpstasia, una paròdia cap a la pel·lícula Fantasia. Mai va ser produïda, en part perquè hauria estat massa difícil escriure el guió per a un llargmetratge. Abans de la seva mort, Phil Hartman havia dit que ell havia desitjat fer una pel·lícula live action amb Troy McClure, i diversos membres del personal de la sèrie li havien expressat el seu desig d'ajudar a crear-lo.

### Desenvolupament
Es va començar a treballar en el guió en ser contractat l'elenc vocal el 2001. Els productors estaven preocupats perquè inicialment la creació d'una pel·lícula tindria un efecte negatiu sobre la sèrie, ja que no tenien prou equip per centrar la seva atenció en els dos projectes. A mesura que la sèrie avançava, altres guionistes i animadors van ser contractats per tal que tant la sèrie com la pel·lícula es poguessin produir al mateix temps. Groening i el productor James L. Brooks convidaren a Mike Scully i Al Jean (que va seguir treballant com showrunner) a tornar per produir la pel·lícula amb ells. Després van contractar a David Silverman (que, en previsió del projecte, havia deixat el seu lloc de treball en Pixar) per dirigir la pel·lícula.
Es va reunir l'equip de guionistes «més fort possible», amb molts dels que havien treballat en les primeres temporades de la sèrie. David Mirkin, Mike Reiss, George Meyer, John Swartzwelder i Jon Vitti van ser seleccionats. Ian Maxton-Graham i Matt Selman es van sumar més tard, i James L. Brooks, Matt Groening, Mike Scully i també Al Jean escrigueren parts del guió. Sam Simon no va tornar després d'haver abandonat la sèrie per diferències creatives en 1993. Contràriament, l'ex guionista Conan O'Brien volia treballar amb el personal dels Simpson altra vegada, encara que fent broma va afirmar «em preocupa que la part del meu cervell que escrivia Els Simpson hagi desaparegut després de 14 anys parlant amb Lindsay Lohan i el noi de One Tree Hill, de manera que potser això és millor per a tots». El mateix li va passar al director Brad Bird que va dir que havia tingut «entretingudes fantasies preguntant si [ell] podria treballar la pel·lícula», però no va tenir temps suficient per treballar per la seva participació com a guionista i director en la pel·lícula Ratatouille. Els productors van signar un acord amb Fox Broadcasting Company que els permetria abandonar la producció de la pel·lícula en qualsevol moment si, al seu parer, el guió no era satisfactori.
Es va seguir treballant en el guió a partir del 2003, tenint lloc en el petit bungalow on Groening va llançar Els Simpson el 1987. Els guionistes van passar sis mesos discutint un argument, i cada un d'ells va oferir idees incompletes. Al Jean va suggerir que la família rescatés uns manatins, argument que es va convertir en l'episodi de 2005 Bonfire of the manat, i hi va haver també un concepte similar al de la pel·lícula The Truman Show, on els personatges descobreixen que les seves vides van ser un programa de televisió. Groening va rebutjar aquesta idea, ja que va considerar que Els Simpson «mai prendrien consciència de si mateixos com famosos».
Groening havia llegit sobre un poble que va haver de desfer-se dels excrements de porc a la seva xarxa d'abastament d'aigua, el que va inspirar la trama de la pel·lícula. El personatge de Ned Flanders arribaria a ser considerat com a element clau de l'argument després que Al Jean creés la seqüència en què Bart es qüestiona com seria la seva vida si Flanders fos el seu pare. Després d'haver-se decidit finalment per l'esquema bàsic de l'argument per a la pel·lícula, els guionistes ho van dividir en set seccions. Jean, Scully, Reiss, Swartzwelder, Vitti, Mirkin i Meyer van escriure 25 pàgines cadascun i el grup es va reunir un mes més tard per combinar les set seccions en un esborrany.
El guió de la pel·lícula va ser escrit de la mateixa manera que el guió de la sèrie de televisió: els guionistes asseguts al voltant d'una taula, llançant idees i intentant fer riure els altres. El guió va passar per més de 100 revisions. Groening va mostrar el seu desig de fer una pel·lícula radicalment més fort que un episodi de la sèrie de televisió, dient que «volia oferir una cosa mai abans vist».

### Animació

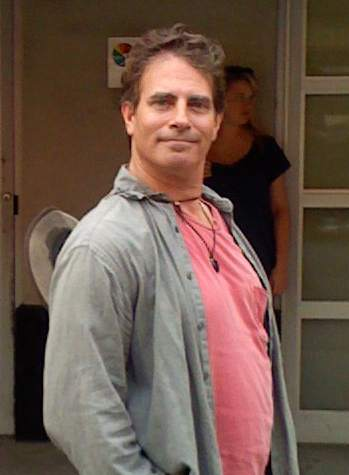
David Silverman, director de la pel·lícula, es va fixar en alguns dels episodis de Els Simpson que havia dirigit per inspirar.

L'animació de la pel·lícula va començar el gener del 2006, sent l'escena amb el curt de Grata i Pica la primera sobre la qual es va realitzar l'storyboard. Groening va rebutjar fer una live action o una pel·lícula amb imatges generades per ordinador (CGI), anomenant a l'animació de la pel·lícula «deliberadament imperfecta» i «un homenatge a l'art d'animació dibuixat a mà». La pel·lícula va ser produïda en una pantalla ampla amb una relació d'aspecte 2.39: 1, per distingir-lo del format que es veia en la sèrie de televisió, i acolorida amb la més àmplia gamma de colors que els animadors tenien a la seva disposició en aquests moments.
Una gran part de l'animació va ser produïda utilitzant taules digitalitzadores Wacom Cintiq, que va permetre que les imatges es poguessin dibuixar directament en un monitor d'ordinador per facilitar la producció. El treball de producció de l'animació es va dividir entre quatre estudis en el món: Film Roman i Rough Draft Studios a Burbank i Glendale (Califòrnia), respectivament, i AKOM i Rough Projecte a Seül (Corea del Sud). Igual que la sèrie de televisió, l'storyboard, els personatges, el disseny de fons i les parts de producció de l'animació, es van realitzar als Estats Units. Els estudis de Seül van completar l'animació a mà, la superposició i el ink i paint.
El director David Silverman afirmà que, a diferència de la sèrie de televisió amb la qual «els espectadors han de ser molt exigents», la pel·lícula els va donar l'oportunitat «de prodigar aquella atenció a cada escena». Pel que fa als canvis en l'animació, l'equip dissenyador va afegir ombres als personatges, una característica que no està present en la sèrie de televisió. Silverman i els animadors van buscar pel·lícules com Els increïbles, Les Triplett de Belleville i Conspiració de silenci, com «un gran exemple d'una posada en escena sobre la forma en què els personatges són col·locats». També van buscar idees per a la seqüència del son en les pel·lícules de dibuixos animats de Disney com Dumbo i el dibuix animat de Pluto a El Dia del Judici Final de Pluto, així com multitud d'escenes de El món és boig, boig, boig. Silverman es va fixar en alguns dels episodis dels Simpson que havia dirigit, principalment en els seus dos prefetis, Homi the Clown i Three Men And A Comic Book. Mike B. Anderson, Lauren MacMullan, Rich Moore i Steven Dean Moore van dirigir cadascun al voltant d'una quarta part de l'animació de la pel·lícula sota la supervisió de Silverman, amb molts animadors treballant en les diferents escenes.

### Personatges

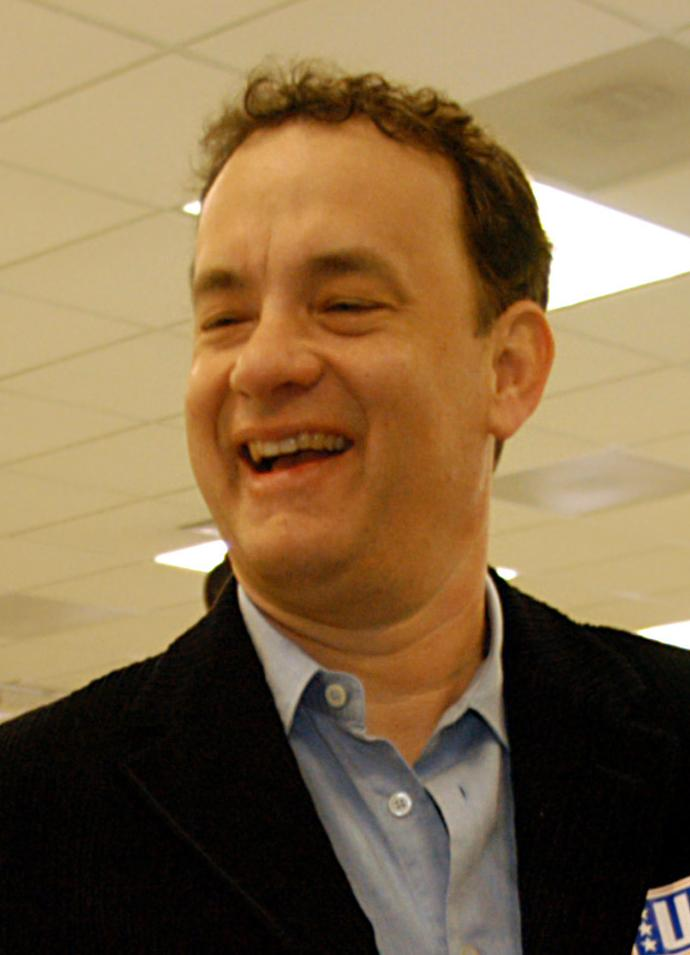
Tom Hanks s'interpreta a si mateix en la pel·lícula.

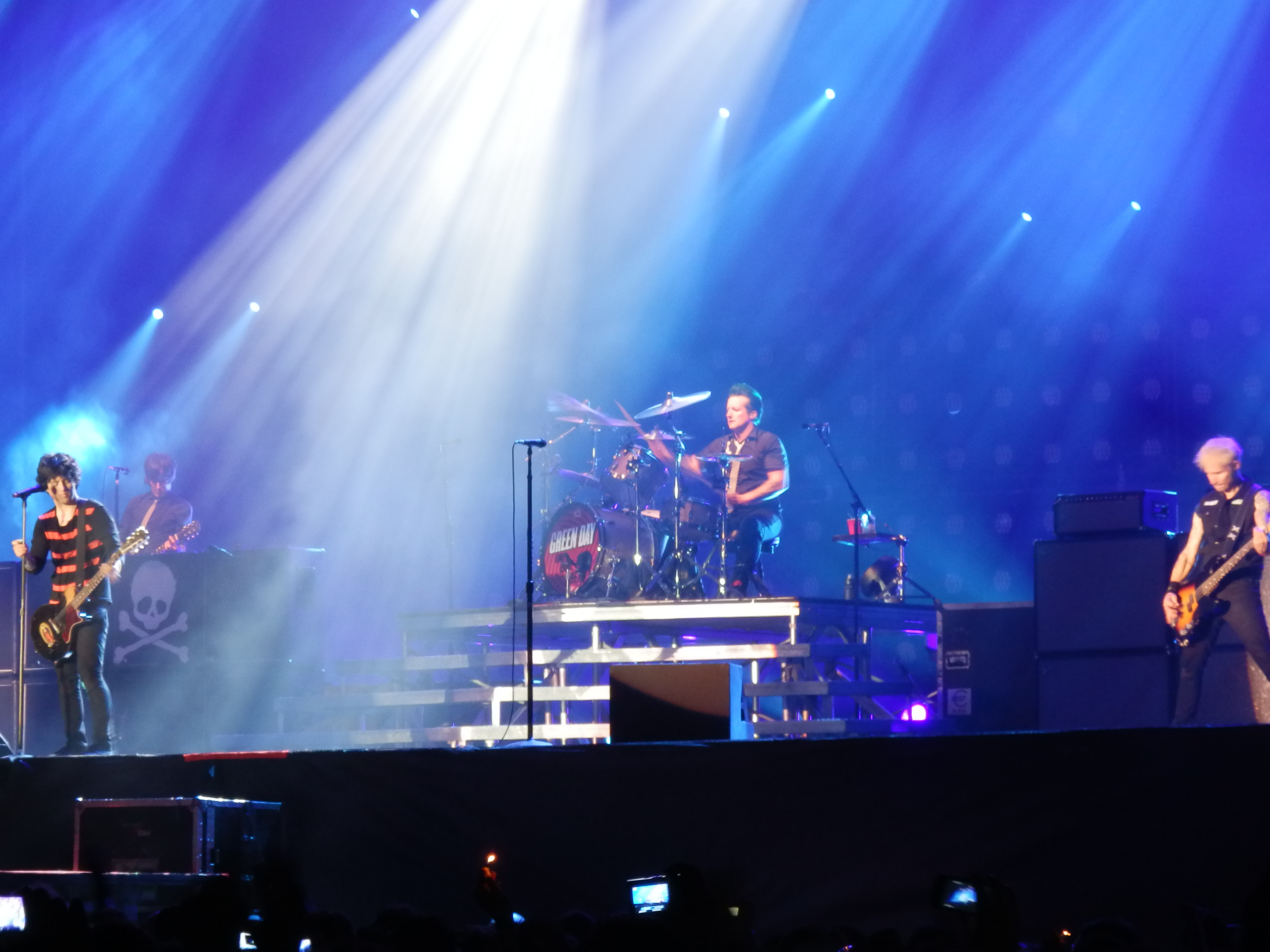
Els membres de la banda Green Day apareixen interpretant-se a si mateixos.

Per a la realització del doblatge de la pel·lícula van participar tots els actors de doblatge habituals de la sèrie en aquell moment. Cal tenir en compte que els actors de doblatge van canviar respecte l'inici de la sèrie l'any 1991. A part dels actors habituals, s'hi van afegir famosos que van posar la seva veu a alguns personatges. A més, molts d'ells van aparèixer a la pel·lícula en forma de personatge animat, com és el cas de Tom Hanks.
| Personatge               | ENG                  |
| ------------------------ | -------------------- |
| Homer Simpson            | Dan Castellaneta     |
| Marge Simpson            | Julie Kavner         |
| Bart Simpson             | Nancy Cartwright     |
| Lisa Simpson             | Yeardley Smith       |
| Ned Flanders             | Harry Shearer        |
| Russ Cargill             | Albert Brooks        |
| President Schwarzenegger | Harry Shearer        |
| Billie Joe Armstrong     | Billie Joe Armstrong |
| Colin                    | Tress MacNeille      |
| Tom Hanks                | Tom Hanks            |
| Avi Simpson              | Dan Castellaneta     |
| Krusty el pallasso       | Dan Castellaneta     |
| Otto                     | Harry Shearer        |
| Nelson Muntz             | Nancy Cartwright     |
| Moe Szyslak              | Hank Azaria          |
| Cap Wiggum               | Hank Azaria          |
| Montgomery Burns         | Harry Shearer        |
| Lovejoy                  | Harry Shearer        |

Per a la inspiració de l'escena de la multitud a la pel·lícula, l'equip de producció va passar molt de temps buscant en un cartell en el qual figuraven més de 320 personatges de Els Simpson. Groening esmentà que havia intentat incloure tots els personatges de la sèrie a la pel·lícula, 98 d'ells compten amb diàlegs en aquesta última. Finalment, la majoria dels que apareixen en l'escena esmentada, són personatges que ja havien aparegut prèviament a la sèrie. Els actors de veu regulars de la sèrie: Dan Castellaneta, Julie Kavner, Nancy Cartwright, Yeardley Smith, Hank Azaria i Harry Shearer, així com els intèrprets assidus Tress MacNeill, Pamela Hayden, Marcia Wallace, Maggie Roswell, Russi Taylor i Karl Wiedergott, van repetir els seus papers. Joe Mantegna va tornar com Fat Tony, mentre que Albert Brooks, que va proporcionar la seva veu en molts episodis com a convidat, va ser contractat per donar-li veu a Russ Cargill, després que li digués a l'equip que volia participar en la pel·lícula. Per «aproximadament una setmana», anava a repetir el paper de Hank Scorpio que va interpretar en l'episodi You Only Move Twice, però l'equip va considerar que la creació d'un nou personatge era una millor idea.
El repartiment va realitzar la primera lectura del guió el maig de 2005, mentre que la gravació va començar a realitzar des del juny del 2006. James L. Brooks els va dirigir per primera vegada des de les primeres temporades de la sèrie de televisió. Castellaneta considerà que la gravació de les sessions era «més intensa» que la gravació de la sèrie de televisió i «emocionalment més dramàtica». Algunes escenes, com la del missatge de vídeo que envia Marge a Homer, es van gravar més de un centenar de vegades, deixant als actors esgotats.
Els guionistes havien escrit l'escena d'obertura del concert sense una banda específica en ment. Seleccionar a Green Day per al paper perquè havien demanat actuar com a estrella convidada a la sèrie. Tom Hanks també apareix interpretant-se a si mateix en la pel·lícula i va acceptar l'oferta després d'una única trucada de telèfon. Philip Rosenthal, el creador de la sitcom Everybody Loves Raymond, proporciona la seva veu com la del pare en l'anunci del «nou Gran Canó» al costat de Tom Hanks.
A causa de les restriccions de temps, l'actuació de diversos convidats que havien gravat parts de la pel·lícula va ser tallada. Minnie Driver va posar veu a una consellera condescendent de l'Escola Primària de Springfield en una escena que va acabar sent tallada. Edward Norton va gravar la veu de l'home que és aixafat quan la cúpula és muntada, realitzant una imitació de Woody Allen. L'equip va considerar que la veu distreia massa, pel que Castellaneta va tornar a gravar el diàleg de Norton amb una veu diferent. Illa Fisher i Erin Brockovich també van realitzar cameos, però les seves escenes van ser suprimides. Kelsey Grammer interpretar els diàlegs de Sideshow Bob, que apareixia en diferents escenes, però aquestes escenes també van ser suprimides. També es va anunciar a Johnny Knoxville com una possible estrella convidada.
Tot i que no proporciona la seva veu, Arnold Schwarzenegger és el president dels Estats Units a la pel·lícula. Va ser triat en lloc del president real George W. Bush perquè llavors "en dos anys la pel·lícula […] [estaria] antiquada». Brooks estava nerviós sobre aquesta idea, assenyalant que «els sondejos d'opinió [de Schwarzenegger] eren baixos» i va afirmar que «[tenia l'esperança] que faria un retorn polític». Els animadors van començar a crear una caricatura exacta de Schwarzenegger, però un dels membres de l'equip va suggerir al seu lloc una versió alterada del personatge de la sèrie Rainier Wolfcastle com el President. Aquesta idea va ser desenvolupada, amb el disseny de Wolfcastle (que al seu torn és una caricatura de Schwarzenegger), donant-li més arrugues sota els ulls i un pentinat diferent.

### Edició
Cada un dels aspectes de la pel·lícula va ser constantment analitzat, amb trames, acudits i personatges que amb regularitat eren reescrits. Tot i que la majoria de les pel·lícules d'animació no fan grans canvis a la pel·lícula durant el procés de producció a causa de les restriccions pressupostàries, l'equip de The Simpson: Movie continuà editant la pel·lícula el 2007, amb algunes modificacions que van tenir lloc fins i tot al maig, dos mesos abans de l'estrena de la pel·lícula. James L. Brooks va assenyalar que «el 70 per cent de les coses en [un dels tràilers] -sobre la base d'on estàvem fa vuit setmanes- ja no estan en la pel·lícula". Groening afirmà que tenen suficient material per a dues pel·lícules més amb tot el suprimit. Diversos nous personatges van ser creats i a continuació eliminats perquè no aportaven massa. Al principi Marge Simpson era el personatge que tenia la visió profètica a l'església. No obstant això, els guionistes van considerar que era massa pobre i es va canviar el personatge que tenia la visió per Abraham Simpson. El personatge de Colin, l'amor de Lisa, va ser revisat amb freqüència. Anteriorment va rebre els noms de Dexter i Adrien i el seu aspecte era completament diferent. Una idea era que Lisa s'enamorés de Milhouse van Houten, però els guionistes es van adonar que «el públic en general no estava tan familiaritzat amb la llarga història d'enamorament de Milhouse per Lisa com ells pensaven». L'escena de la persecució en què Homer llançava mòmies cremant a un camió de l'EPA va ser substituïda per les escenes «més emocionals i realistes» en el motel i el carnaval que van permetre un canvi de ritme.
Es van realitzar altres canvis després del març de 2007 després d'una vista prèvia de la pel·lícula a Portland (Oregon) i Phoenix (Arizona). Aquests canvis incloïen la supressió de la forta crítica de Kang i Kodos a la pel·lícula durant els crèdits finals. Una gran quantitat de persones que van acudir a aquestes vistes prèvies van trobar a la pel·lícula original massa grollera i alguns van notar a Homer massa desagradable i cruel, pel que diverses escenes van ser suavitzades per fer-li semblar més agradable. El personatge de Russ Cargill va ser redissenyat en diverses ocasions, ja que inicialment apareixia com un home més gran i Albert Brooks prenia com a model de veu a Donald Rumsfeld. El model de major edat va ser l'utilitzat per Burger King per a les figuretes publicitàries. L'escena de Cargill amb Bart i Homer al final de la pel·lícula es va afegir per resoldre completament la seva història i el gag de «Spider-Pig» va ser també una addició tardana. Una altra de les escenes eliminades va ser en la qual Montgomery Burns recordava als espectadors que aquest era l'últim punt de la pel·lícula en què podien obtenir un reemborsament per la seva entrada, abans que la cúpula fos posada sobre Springfield. Altres supressions incloure la trobada d'Homer amb el conductor d'un camió de salsitxes, una escena al final amb el porc Plopper, i diversos números musicals que apareixien al llarg de la pel·lícula. També es suprimir un informatiu de notícies mostrant l'efecte de la cúpula sobre la vida quotidiana a Springfield en àrees com l'agricultura i l'esport perquè no s'ajustaven al context general de la pel·lícula.

### Música

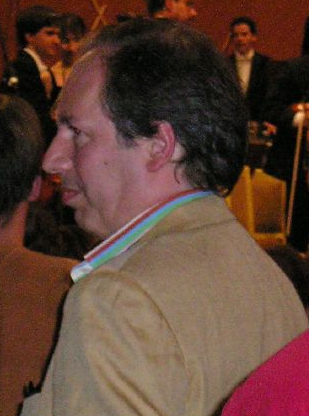
Hans Zimmer, compositor de la música de la pel·lícula.

James L. Brooks va triar a Hans Zimmer per compondre la música de la pel·lícula, ja que eren bons amics i col·laboradors assidus. Zimmer va considerar que la partitura era un «desafiament únic» i va haver de «intentar expressar l'estil dels Simpson sense esgotar a l'audiència». Va utilitzar el tema original d'obertura de Danny Elfman, però no de manera excessiva. Va crear els temes de cada un dels membres de la família. El leitmotiv d'en Homer va ser una de les principals activitats i també Zimmer va compondre els temes menors de Bart i Marge. Van decidir no demanar-li la composició musical a Alf Clausen, qui habitualment era l'encarregat de la musicalizació en la sèrie, que realitzés la música de la pel·lícula, assenyalant que «a vegades ets el parabrisa, de vegades ets el bitxo».
A més de la seva aparició a la pel·lícula, Green Day va gravar la seva pròpia versió del tema dels Simpson i la van llançar com un senzill. Zimmer va convertir la cançó Spider-Pig en una peça coral, com una broma que mai va tenir la intenció de ser inclosa en la pel·lícula. Zimmer també va haver d'escriure les lletres per als 32 doblatges estrangers de la cançó quan la pel·lícula va ser estrenada internacionalment. El mateix cor va aprendre a cantar la cançó en cadascuna de les llengües estrangeres del doblatge.

## Llançament
Per a l'estrena de la pel·lícula es van dur a terme diferents actes i celebracions per tal d'augmentar l'expectació de la pel·lícula. El canal de televisió FOX va dur a terme un concurs on 16 ciutats Americanes amb el mateix nom de la ciutat animada, Springfield, competíen per acollir l'estrena del film. D'aquesta manera, cada ciutat havia d'elaborar una pel·lícula explicant perquè ells havien d'acollir la gran celebració. El resultat es va obtenir mitjançant les votacions dels usuaris que van votar a través de la pàgina web del diari USA Today.
La ciutat guanyadorava ser Spingfield, Vermont. L'acte d'estrena va tenir lloc el 21 de juliol del 2007 uns dies abans de l'esperada estrena mundial.
- 26 de Juliol: Espanya,[53]
- 27 de Juliol: Estats Units d'Amèrica, Amèrica Central, Amèrica del Sud.
- 1 d'Agost: Mèxic
- 4 d'Agost: Canadà
- Març 2008: Japó

En general, la pel·lícula va obtenir una bona crítica als Estats Units, tot i que alguns mitjans com la revista Empire la van criticar durament. A Espanya, la majoria de crítiques atorgaven una bona nota a la pel·lícula i destacaven que tot i no estar al mateix nivell que els millors episodis de la sèrie, contenia alguns moments molt divertits. Així mateix, de vegades es criticava que no era més que un episodi però de més durada. En Hispanoamèrica, hi va haver un intent de boicotejar la pel·lícula per part dels actors de doblatge que van prestar la seva veu en les primeres 15 temporades de la sèrie perquè l'empresa que realitzava el doblatge es va comprometre davant l'Associació Nacional d'Actors (ANDA) de Mèxic que les veus originals anaven a fer el treball de doblatge de la pel·lícula, però incomplint allò acordat. També entre un sector minoritari de seguidors de la sèrie hi va haver un intent de boicot perquè opinaven que el canvi de doblatge anava en detriment de la qualitat.
La pel·lícula recaptà 96 milions de dòlars en 71 països en el seu primer cap de setmana: 30.700.000 dòlars el dia de la seva estrena als Estats Units, 27,8 milions de dòlars al Regne Unit, 9,7 milions d'euros a Espanya i va tenir èxit en la majoria dels països d'Hispanoamèrica, batent rècords de taquilla a l'Argentina, Colòmbia, Xile o l'Uruguai.

## Premis i nominacions
Durant l'any 2007 la pel·lícula va rebre molt bones crítiques i va ser nominada i premiada en diverses ocasions.
- 2007: Nominada al "Golden Globe": Millor film d'animació
- 2007: Nominada "BAFTA Awards": Millor pel·lícula d'animació
- 2007: Premis Annie: 4 nominacions
- 2007: Nominada Critics' Choice Awards: Millor llargmetratge
- 2007: Associació de crítics de Chicago: Nominada a Millor film d'animació
- 2007: Sindicat de Productors: Nominada a Millor film d'animació